# Bolanthus spergulifolius
Bolanthus spergulifolius là loài thực vật có hoa thuộc họ Cẩm chướng. Loài này được (Jaub. & Spach) Hub.-Mor. mô tả khoa học đầu tiên năm 1967.